# Virginia Luque
Violeta Mabel Domínguez mais conhecida por seu nome artístico Virginia Luque (Buenos Aires, 4 de outubro de 1927 - 3 de junho de 2014) foi uma actriz e cantora argentina de tango. Conheceu-lha como «A estrela de Buenos Aires» pela sua grande trajectória como actriz em rádio, cinema, teatro e televisão e também por ter realizado numerosas gravações.

## Primeiros anos
Os seus pais viviam na rua Laprida (actualmente chamada Agüero) 742 do bairro de Abasto. Seu pai trabalhava na sestaria Casa Muñoz e ela nasceu na maternidade do Hospital Rivadavia de Buenos Aires. No colégio era a típica garota que recitava os poemas e já dizia que queria ser artista. Atendeu a escola primária 25 até ao ano 1940 no bairro de Liniers Um dos irmãos Muñoz (os proprietários da setaria) lhe comentou ao pai sobre um amigo que precisava uma atriz para actuar numa obra no Teatro Liceu, e ali a futura Virginia Luque começou a sua carreira artística.

## A sua carreira artística
Trabalhou muito jovem em teatro com Francisco Canaro (A canção dos bairros, 1946) e estreia em cinema em 1943 dirigida por Francisco Mugica em La guerra la gano yo [A guerra ganho-a eu], onde actuava Pepe Arias à que seguiriam Se arrematam ilusões (1944), Lá no setenta e tantos... (1945), O terceiro hóspede (1946), O homem do sábado (1947), Un tropezón cualquiera da en la vida (1949), com Alberto Castillo, Dom Juan Tenorio (1949) e A história do tango (1949) na qual dirigida por Manuel Romero teve seu primeiro papel protagónico. Com o mesmo director actuou em "Arriba el telón" (1951), junto a Juan Carlos Mareco "Pinocho" e as cancionistas Sofía Bozán e Jovita Lua. Em 1950 foi vice-presidente da primeira comissão directiva do Ateneo Cultural Eva Perón mas renunciou aos poucos dias.
A sua filmografia inclui uns trinta filmes, muitas delas no exterior. As últimas foram uma participação especial em Os garotos crescem (1974), com Luis Sandrini e outra no Café dos maestros (2008).
Estudou canto com Julián Vinhas, que fez da sua voz pequena, uma voz bem timbrada. Inicialmente Virginia Luque cantava peças de diversos géneros: tango, bolero, espanhol e inclusive protagonizou o filme Do cuplé ao tango na que interpretava esses dois géneros. Ela mesma conta como mudou:
| “ | "Mas numa audição conheci-a a Azucena Maizani. Eu estava ensaiando essa melange que gostava de fazer. Até que Azucena me perguntou: Rapariga... por que cantas de tudo? Eu era bastante atrevida e lhe disse: Se o maestro de todos nós, Gardel, canta de tudo!. Nada, ela me ordenou: Canta tango! Também me apoiou para que me vestisse de compadrito." | ” |

Luzia em filmes como uma jovem marota simpática e vivaz, longe de toda a concorrência com as sofisticadas estrelas daquele momento e da imagem mais madura e sedutora que depois mostrou à televisão. A este último meio chegou nos anos sessenta, na época do auge dos programas musicais, e actuou no Show de Antonio Prieto, em Tropicana Clube, em A família Gesa e durante várias temporadas em Grandes Valores do Tango, entre outros programas.
Em 1985 actuou para televisão na série Libertad condicionada. Em 1987 fez uma volta pelo Japão com grande sucesso e nesse mesmo ano actuou em Tango no Bauen com Jorge Sobral e Amelita Baltar. Em 1988 fez em Argentina o espectáculo Tomodachi (Amigos), no que estreou o tango Fujiyama, escrito por Cátulo Castillo sobre música de Aníbal Troilo.

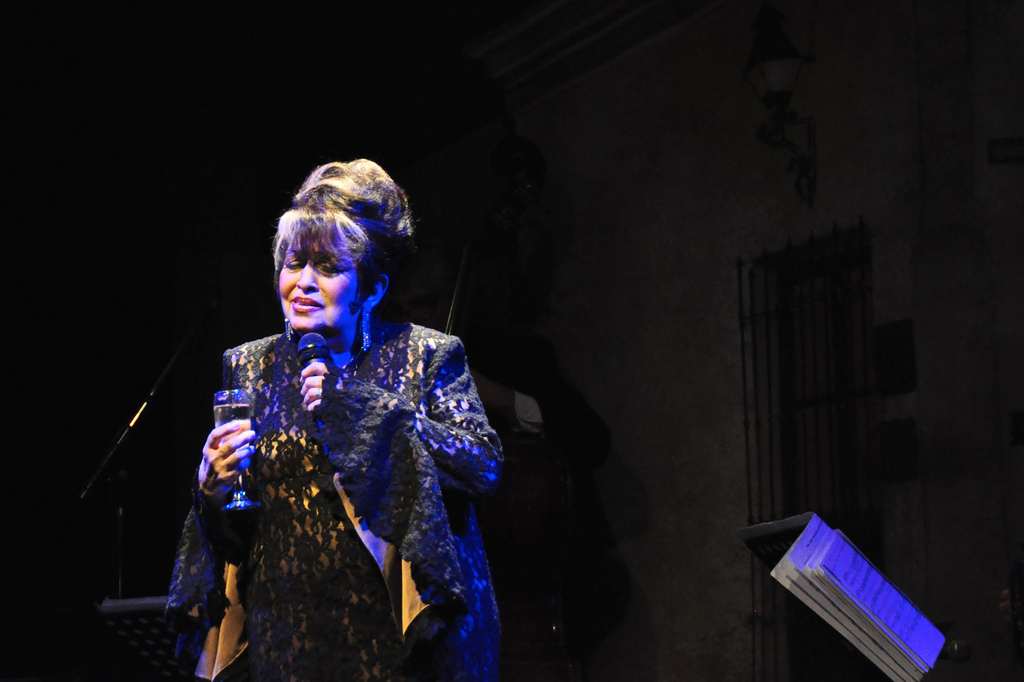
Virginia Luque cantando em O Velho Armazém em 2009.

Apresentou-se assiduamente em festivais e teatros bem como nas tanguerías mais prestigiosas de Buenos Aires, como Casablanca, Michelangelo ou O Velho Armazém.
Em 2004 tomou parte do projecto de Café dos maestros participando no filme e no álbum. Serve para apreciar a qualidade artística que conservava aos 77 anos em que fez sua gravação para este álbum o episódio que conta o director artístico da obra Gustavo Santaolalla: Citação: "Virginia veio durante a gravação de ‘A canção de Buenos Aires’, e pôs uma voz de referência. É um tema que está cheio do que em termos musicais se chama calderão, que significa que está tudo no ar, não tem uma rítmica fixa, há espaços totalmente abertos. A orquestra para, entra a voz (canta: “Buenos Aires, quando longe te vi”), e na cada uma dessas paradas, a orquestra a vai seguindo a ela para voltar a entrar. Eu pensei: ‘Quando vinga a pôr a voz definitiva, não a vai poder gravar nunca, como sabe quando tem que entrar?’. Ao outro dia vem a pôr a voz definitiva, e eu lhe digo: ‘Olhe, Virginia, não se preocupe que hoje em dia com a tecnologia que temos, o Pró Tools e todo isso, se se chega a equivocar, a voz se pode correr e mover’. Ela me olhou com uma cara como dizendo não me ofendas, e disse: ‘Vou fazê-lo numa tomada’. E é a tomada que há no disco. Ou seja, entrou e fincou-a. Quando terminou de cantar, estava a chorar."
O poeta Julian Centeya publicou-lhe -em forma pessoal- uns versos titulados Virginia de Buenos Aires
Em outubro de 2011 actuou no Teatro Enrique Carreiras de Mar del Prata, no marco do ciclo "Milongueando no 40".
Virginia Luque "foi a única estrela feminina durante a apresentação de Café dos maestros no Colón. Ela -literalmente- se “roubou” o palco com seu histrionismo e personalidade, numa interpretação inolvidável de A canção de Buenos Aires.”
Em 2012 sofreu uma queda que lhe provocou uma infecção na pele chamada erisipela, doença que custou a tratar devido à sua alergia à Penicilina. Seu médico pessoal era o famoso Dr. Cahe.
Em 2013 presenciou a publicação de seu livro biográfico chamado Virginia Luque, a estrela de Buenos Aires.
O seu último aparecimento no ecrã foi em 17 de abril de 2013 em Factos e protagonistas, um programa conduzido por Anabela Ascar em Crónica TV.
Virgina Luque faleceu por causas naturais na quarta-feira, 3 de junho de 2014. Seus restos descansam no Panteão da Associação Argentina de Atores do Cemitério da Chacarita. Tinha 86 anos.

## Filmografia
- Café dos maestros (2008) Miguel Kohan
- Los chicos crecen (1976) dir. Enrique Carreras
- Viver é formidável (1966) dir. Leo Fleider
- Boas noites, Buenos Aires (1964) Hugo del Carril
- Del cuplé al tango (1959) dir. Julio Saraceni
- La despedida - Que me toquen las golondrinas  (1957) dir. Miguel Morayta Martínez
- Sangue e aço (1956) dir. Lucas Demare
- O pátio da morocha - ¡Arriba el telón! (1951) dir. Manuel Romero
- A vida cor de rosa (1951) dir. León Klimovsky
- La balandra Isabel llegó esta tarde - Mariposas negras  (1950) dir. Carlos Hugo Christensen
- A historia do tango (1949) dir. Manuel Romero
- Don Juan Tenorio (1949) dir. Luis César Amadori
- Un tropezón cualquiera da en la vida (1949) dir. Manuel Romero
- O homem de sábado (1947) dir. Leopoldo Torres Ríos
- O terceiro hospéde (1946) dir. Eduardo Boneo
- Allá en el setenta y tantos (1945) dir. Francisco Mugica
- Mi novia es un fantasma (1944) dir. Francisco Mugica
- Se rematan ilusiones 1944) dir. Mario C. Lugones
- La guerra la gano yo (1943) dir. Francisco Mugica

Em Café dos Maestros e em Minha noiva é um fantasma actuou como ela mesma.

## Teatro
- Boas noites Buenos Aires (1963), no Teatro Astral, com Hugo do Carril, Mariano Mores, Alberto Marcou, Susy Leiva e Juan Verdaguer.

## Discografia
- ????: "Del Cuplé al tango" - RCA
- ????: "Virginia Luque" (EP) - DIMSA
- ????: "Virginia Luque" (EP) - ALANICKY
- 1972: "Virginia de Buenos Aires" - MICROFON
- 1973: "Virginia Luque canta a Alfonsina" - MICROFON
- 1977: "Con todo" - EMBASSY
- 1978: "Hoy" - RCA
- 1981: "Virginia de Buenos Aires - Homenagem a Francisco Canaro" - RCA
- ????: "La estrella de Buenos Aires" - MICROFON
- ????: "Tango" - MICROFON
- ????: "Lo mejor de Virginia Luque" - MICROFON
- 1990: "Interpreta a Discepolo" - MICROFON
- 1991: "Canta a Gardel" - MICROFON
- 1993: "Rumores de España"
- 1994: "Virginia Luque" - EPSA MUSIC
- 1996: "Los clásicos argentinos - Virginia Luque: A voz dramática - Volume 20" - EMI ODEON
- 2003: "Balada para un loco" - MAGENTA

## Prêmios obtidos
- Prêmio Côndor de Prata 1995 à trajectória
- Prêmio Konex 1995: Cantora Feminina de Tango
- Prêmio Konex 1985: Cantora Feminina de Tango